# Jan III van Vienne
Jan III van Vienne (Graafschap Vienne, 1e helft 14e eeuw – Porrentruy, 7 oktober 1382) was een prelaat in het Rooms-Duitse Rijk. Hij was achtereenvolgens prins-aartsbisschop van Besançon (1355-1361), prins-bisschop van Metz (1361-1365) en prins-bisschop van Bazel (1365-1382). 
In elk van de 3 steden maakte hij ruzie met de stedelingen. Toevallig geeft het Romeins cijfer III aan dat hij de 3e bisschop was met de naam Jan in elk van de 3 bisschopszetels.

## Levensloop

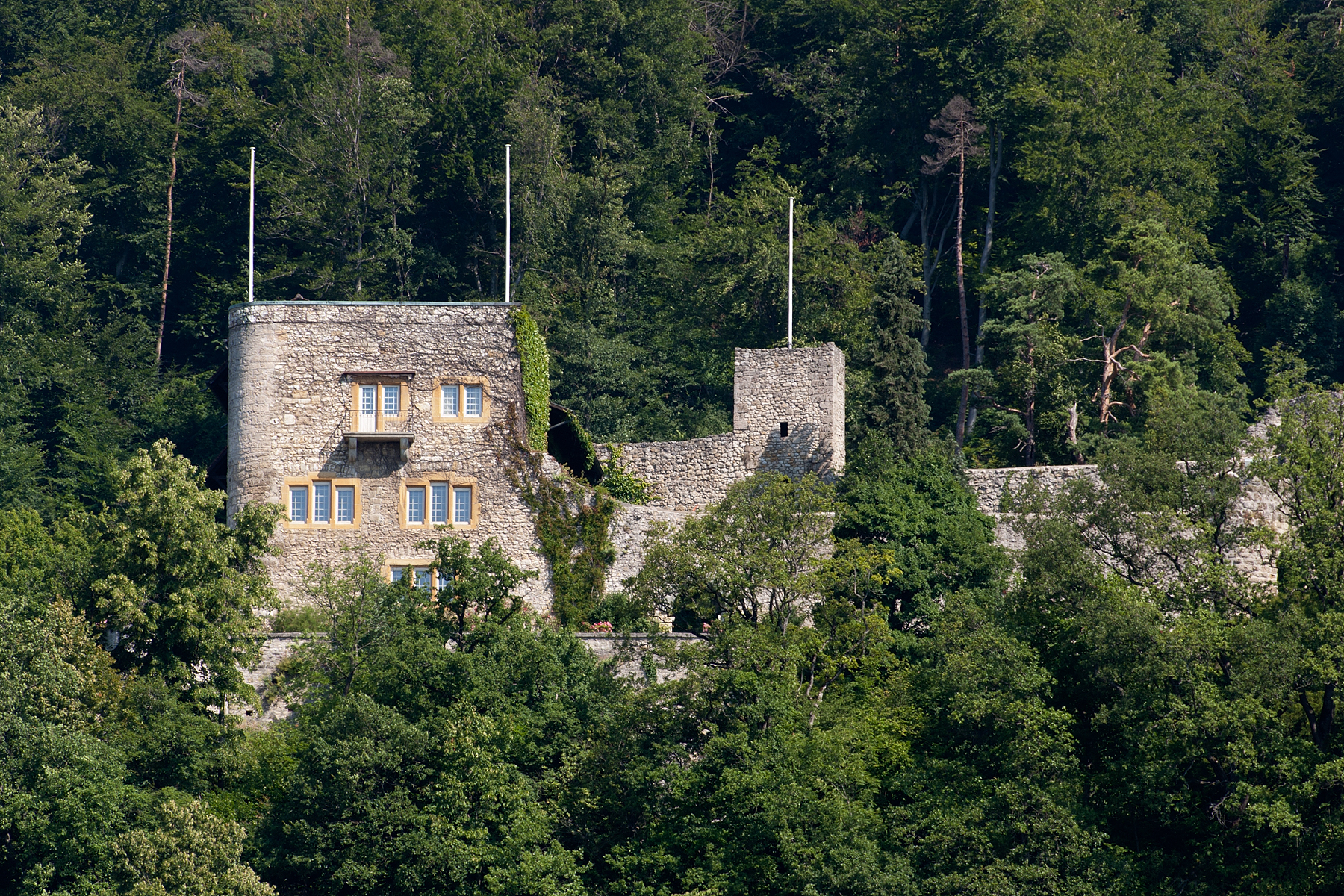
De Berners vielen het kasteel Schlossberg in La Neuveville aan, vandaag in kanton Jura.

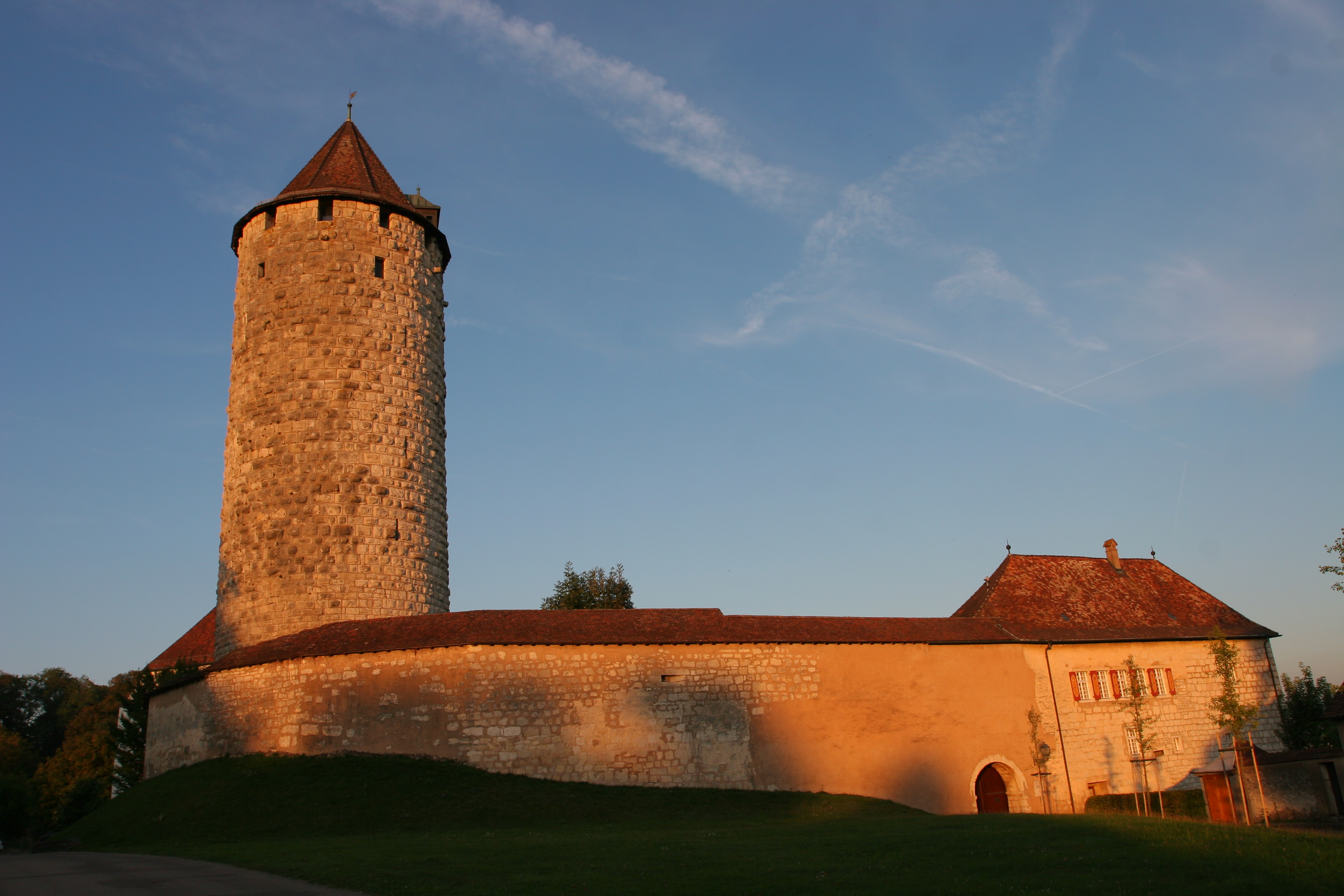
Jan stierf in het kasteel van Porrentruy, vandaag kanton Jura.

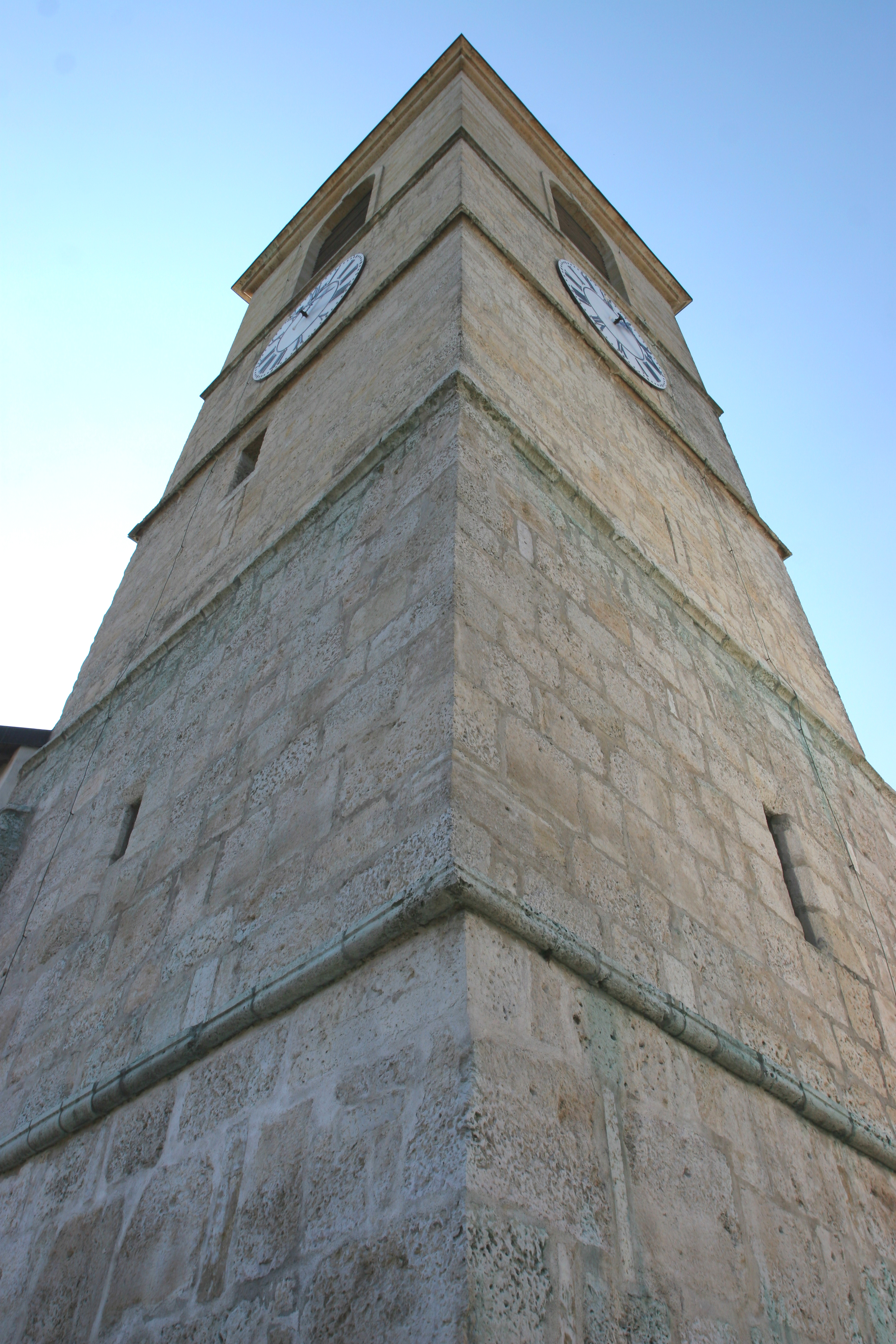
Sint-Pieterskerk van Porrentruy, waar Jan begraven lag.

Jan was afkomstig van het graafschap Vienne; zijn ouders waren Vauthier van Vienne, heer van Mirebel, en Achillande, dame van La Roche-en-Montagne, vandaag Rigney. Hij ging voor een kerkelijke carrière en begon als kanunnik in het toenmalige bisdom Châlon-sur-Saône. Vervolgens werd Jan schatbewaarder van de kathedraal van het aartsbisdom Besançon, in het graafschap Bourgondië. 

### Prins-aartsbisschop van Besançon
In 1355 werd hij tot aartsbisschop gewijd van Besançon. Jan volgde zijn oom op, Hugo VI van Vienne.  Een jaar later werd Jan voogd van de 10-jarige jongen, Filips van Rouvres, ook bekend als graaf Filips I van Bourgondië of Franche-Comté. Filips behoorde tot het oudere huis Bourgondië in het Rooms-Duitse Rijk. Aartsbisschop Jan werd zo de regent van het graafschap, wat al snel leidde tot een discussie over de grafelijke rechten in de stad Besançon. Paus Innocentius VI kwam tussenbeide en stuurde Jan weg naar Metz.

### Prins-bisschop van Metz
Jan werd tot bisschop van Metz benoemd in 1361 en tot graaf van Metz in het Rooms-Duitse Rijk.  Ook hier kwam het tot een ruzie met de burgers van de stad Metz, en vooral met de rechters van de stad. In Metz stond de bevolking te kijken op het geld dat Jan besteedde aan een proces in Rome gericht tegen de gehele stad Metz. Om onlusten te voorkomen verhuisde Jan zijn residentie naar Vic-sur-Seille. Aan geestelijken in zijn familie verzocht Jan om een overplaatsing te regelen. Uiteindelijk verplaatste paus Urbanus V hem naar Bazel, waar hij dichter bij zijn beschermheren was, de graven van Bourgondië.

### Prins-bisschop van Bazel
In 1365 werd Jan prins-bisschop van Bazel. Hij stak het bisdom in diepe schulden en eiste zware taksen bij de bevolking. Het kwam tot een conflict zowel met de stad Bazel als met het kapittel van de kathedraal van Bazel. Jan verloor veel gezag bij de clerus van het bisdom. Het bisschoppelijk leger rukte uit tegen de adellijke families Kyburger en Thiersteiner in het prinsbisdom. Ook bevochten zijn troepen de zustersteden Bern en Biel. In Biel vond een bloedbad plaats met verwoesting van de stad. De Berners sloegen woest terug door de bisschoppelijke soldaten te verslaan bij Malleray (1367). Jan verhuisde zijn residentie van Bazel naar Delémont , ook Delsberg genoemd. Ook bestormden de Berners zijn kasteel Schlossberg, gelegen in het dorp La Neuveville.
De geldproblemen van Jan sleepten aan. In 1373 verpandde hij het recht om munten te slaan en taks te heffen aan Zwitserse edelen. In 1378 trok hij partij voor de tegenpaus Clemens VII in Avignon, ten tijde van het Westers Schisma. Paus Urbanus VI sloeg Jan in de ban van de kerk zodat hij uitgesloten was van het leven in het prinsbisdom (1378). Jan trok zich terug in het kasteel van Porrentruy. Jan stierf in Porrentruy vier jaar later (1382).

## Graf
Zijn eenvoudig graf bevond zich eeuwen lang in de dorpskerk Sint-Pieter in Porrentruy.
- Gemeinsame Normdatei: 1075684986
- Historisch woordenboek van Zwitserland: 013036
- Virtual International Authority File: 317278000